# Coupe Internationale de Nice de 2016
Coupe Internationale de Nice de 2016 foi a vigésima primeira edição da Coupe Internationale de Nice, um evento anual de patinação artística no gelo, sendo parte do calendário sênior internacional. A competição foi disputada entre os dias 19 de outubro e 23 de outubro, na cidade de Nice, França.

## Eventos
- Individual masculino
- Individual feminino
- Duplas
- Dança no gelo

## Medalhistas
| Evento                        | Ouro                                           | Prata                                     | Bronze                                        |
| Sênior                        |                                                |                                           |                                               |
| Individual masculino detalhes | Chafik Besseghier · França                     | Anton Shulepov · Rússia                   | Makar Ignatov · Rússia                        |
| Individual feminino detalhes  | Maé-Bérénice Méité · França                    | Loena Hendrickx · Bélgica                 | Laurine Lecavelier · França                   |
| Duplas detalhes               | Anna Dušková · Martin Bidař · República Tcheca | Miriam Ziegler · Severin Kiefer · Áustria | Rebecca Ghilardi · Filippo Ambrosini · Itália |
| Dança no gelo detalhes        | Marie-Jade Lauriault · Romain Le Gac · França  | Katharina Müller · Tim Dieck · Alemanha   | Oleksandra Nazarova · Maxim Nikitin · Ucrânia |
| Júnior                        |                                                |                                           |                                               |
| Individual masculino detalhes | Egor Murashov · Rússia                         | Adam Siao Him Fa · França                 | Gabriel Folkesson · Suécia                    |
| Individual feminino detalhes  | Alisa Fedichkina · Rússia                      | Yi Christy Leung · Hong Kong              | Julie Froetscher · França                     |

## Resultados

### Sênior

#### Individual masculino
| Pos.              | Nome                       | Nacionalidade | Pontos | PC         | PL          |
| ----------------- | -------------------------- | ------------- | ------ | ---------- | ----------- |
| Medalha de ouro   | Chafik Besseghier          | França        | 228.20 | 71.33 (2)  | 156.87 (1)  |
| Medalha de prata  | Anton Shulepov             | Rússia        | 209.54 | 64.63 (5)  | 144.91 (2)  |
| Medalha de bronze | Makar Ignatov              | Rússia        | 199.39 | 67.94 (3)  | 131.45 (3)  |
| 4                 | Alexander Majorov          | Suécia        | 192.24 | 71.94 (1)  | 120.30 (4)  |
| 5                 | Ondrej Spiegl              | Suécia        | 173.74 | 65.76 (4)  | 107.98 (9)  |
| 6                 | Michael Christian Martinez | Filipinas     | 169.60 | 54.45 (8)  | 115.15 (5)  |
| 7                 | Ivan Pavlov                | Ucrânia       | 166.70 | 55.16 (7)  | 111.54 (6)  |
| 8                 | Harry Mattick              | Reino Unido   | 161.52 | 52.93 (12) | 108.59 (7)  |
| 9                 | Josh Brown                 | Reino Unido   | 160.62 | 53.68 (10) | 106.94 (10) |
| 10                | Igor Reznichenko           | Polônia       | 159.58 | 59.02 (6)  | 100.56 (15) |
| 11                | Adrien Tesson              | França        | 159.01 | 50.83 (15) | 108.18 (8)  |
| 12                | Mattia Dalla Torre         | Itália        | 156.60 | 52.43 (13) | 104.17 (11) |
| 13                | Charlie Parry Evans        | Reino Unido   | 156.01 | 53.95 (9)  | 102.06 (14) |
| 14                | Romain Ponsart             | França        | 154.68 | 50.59 (16) | 104.09 (12) |
| 15                | Adrien Bannister           | Itália        | 153.25 | 53.61 (11) | 99.64 (16)  |
| 16                | Simon Hocquaux             | França        | 152.85 | 50.36 (17) | 102.49 (13) |
| 17                | Conor Stakelum             | Irlanda       | 140.68 | 51.99 (14) | 88.69 (19)  |
| 18                | Felipe Montoya             | Espanha       | 137.25 | 48.00 (18) | 89.25 (17)  |
| 19                | Alessandro Fadini          | Itália        | 134.14 | 45.26 (20) | 88.88 (18)  |
| 20                | Michael Neuman             | Eslováquia    | 133.22 | 45.55 (19) | 87.67 (20)  |

#### Individual feminino
| Pos.                                                  | Nome                       | Nacionalidade    | Pontos | PC         | PL         |
| ----------------------------------------------------- | -------------------------- | ---------------- | ------ | ---------- | ---------- |
| Medalha de ouro                                       | Maé-Bérénice Méité         | França           | 169.25 | 57.65 (3)  | 111.60 (1) |
| Medalha de prata                                      | Loena Hendrickx            | Bélgica          | 167.07 | 57.88 (2)  | 109.19 (2) |
| Medalha de bronze                                     | Laurine Lecavelier         | França           | 165.78 | 58.97 (1)  | 106.81 (3) |
| 4                                                     | Alena Leonova              | Rússia           | 154.02 | 54.47 (4)  | 99.55 (5)  |
| 5                                                     | Nathalie Weinzerl          | Alemanha         | 153.83 | 47.65 (11) | 106.18 (4) |
| 6                                                     | Ivett Tóth                 | Hungria          | 147.82 | 50.17 (6)  | 97.65 (6)  |
| 7                                                     | Giada Russo                | Itália           | 142.80 | 50.83 (5)  | 91.97 (8)  |
| 8                                                     | Nina Povey                 | Reino Unido      | 142.34 | 48.55 (8)  | 93.79 (7)  |
| 9                                                     | Aleksandra Golovkina       | Lituânia         | 137.79 | 47.59 (12) | 90.20 (9)  |
| 10                                                    | Diana Pervushkina          | Rússia           | 136.95 | 47.93 (10) | 89.02 (11) |
| 11                                                    | Anna Khnychenkova          | Ucrânia          | 136.84 | 47.56 (13) | 89.28 (10) |
| 12                                                    | Nicol Cristini             | Itália           | 131.44 | 48.45 (9)  | 82.99 (12) |
| 13                                                    | Elžbieta Kropa             | Lituânia         | 130.42 | 49.69 (7)  | 80.73 (15) |
| 14                                                    | Anastasia Galustyan        | Armênia          | 126.90 | 45.73 (15) | 81.17 (13) |
| 15                                                    | Johanna Allik              | Estônia          | 126.17 | 46.27 (14) | 79.90 (16) |
| 16                                                    | Elizaveta Ukolova          | República Tcheca | 125.83 | 44.85 (17) | 80.98 (14) |
| 17                                                    | Katarina Kulgeyko          | Israel           | 116.29 | 44.67 (18) | 71.62 (17) |
| 18                                                    | Karly Robertson            | Reino Unido      | 111.95 | 45.48 (16) | 66.47 (20) |
| 19                                                    | Danielle Harrison          | Reino Unido      | 111.08 | 40.76 (20) | 70.32 (19) |
| 20                                                    | Alisson Krystle Perticheto | Filipinas        | 108.64 | 43.69 (19) | 64.95 (22) |
| 21                                                    | Colette Kaminski           | Polônia          | 106.33 | 35.21 (23) | 71.12 (18) |
| 22                                                    | Eri Nishimura              | Canadá           | 103.80 | 37.47 (22) | 66.33 (21) |
| 23                                                    | Lara Roth                  | Áustria          | 98.86  | 38.14 (21) | 60.72 (24) |
| 24                                                    | Marta Garcia               | Espanha          | 94.42  | 33.58 (24) | 60.84 (23) |
| Não avançaram para a patinação livre / programa longo |                            |                  |        |            |            |
| 25                                                    | Amelia Jackson             | Austrália        |        | 33.09 (25) |            |
| 26                                                    | Viltė Radzvilavičiūtė      | Lituânia         |        | 24.51 (26) |            |
| WD                                                    | Nicole Gosviani            | Itália           | —      | — (WD)     |            |

#### Duplas
| Pos.              | Nome                                     | Nacionalidade    | Pontos | PC        | PL         |
| ----------------- | ---------------------------------------- | ---------------- | ------ | --------- | ---------- |
| Medalha de ouro   | Anna Dušková / Martin Bidař              | República Tcheca | 160.32 | 55.98 (1) | 104.34 (1) |
| Medalha de prata  | Miriam Ziegler / Severin Kiefer          | Áustria          | 150.55 | 52.60 (2) | 97.95 (2)  |
| Medalha de bronze | Rebecca Ghilardi / Filippo Ambrosini     | Itália           | 147.30 | 51.26 (4) | 96.04 (3)  |
| 4                 | Bogdana Lukashevish / Aleksandr Stepanov | Rússia           | 136.66 | 47.58 (5) | 89.08 (4)  |
| 5                 | Zoe Wilkinson / Chris Boyadji            | Reino Unido      | 134.48 | 52.58 (3) | 81.90 (5)  |
| 6                 | Camille Mendoza / Pavel Kovalev          | França           | 114.99 | 39.96 (6) | 75.03 (6)  |
| WD                | Mari Vartmann / Ruben Blom               | Reino Unido      | —      | — (WD)    |            |

#### Dança no gelo
| Pos.              | Nome                                      | Nacionalidade    | Pontos | PC         | PL         |
| ----------------- | ----------------------------------------- | ---------------- | ------ | ---------- | ---------- |
| Medalha de ouro   | Marie-Jade Lauriault / Romain Le Gac      | França           | 154.12 | 60.86 (1)  | 93.26 (1)  |
| Medalha de prata  | Katharina Müller / Tim Dieck              | Alemanha         | 144.46 | 58.70 (2)  | 85.76 (2)  |
| Medalha de bronze | Alexandra Nazarova / Maksim Nikitin       | Ucrânia          | 140.56 | 56.98 (4)  | 83.58 (3)  |
| 4                 | Cecilia Törn / Jussiville Partanen        | Finlândia        | 140.44 | 57.34 (3)  | 83.10 (4)  |
| 5                 | Lilah Fear / Lewis Gibson                 | Reino Unido      | 139.00 | 56.60 (5)  | 82.40 (5)  |
| 6                 | Celia Robledo / Luis Fenero               | Espanha          | 131.38 | 52.12 (8)  | 79.26 (7)  |
| 7                 | Carolane Soucisse / Shane Firus           | Canadá           | 130.64 | 54.90 (6)  | 75.74 (9)  |
| 8                 | Lucie Myslivečková / Lukáš Csölley        | Eslováquia       | 128.48 | 51.86 (9)  | 76.62 (8)  |
| 9                 | Jasmine Tessari / Francesco Fioretti      | Itália           | 126.04 | 52.82 (7)  | 73.22 (11) |
| 10                | Justyna Plutowska / Jérémie Flemin        | Polônia          | 124.58 | 50.36 (10) | 74.22 (10) |
| 11                | Cortney Mansour / Michal Češka            | República Tcheca | 124.56 | 43.90 (14) | 80.66 (6)  |
| 12                | Adelina Galyavieva / Laurent Abecassis    | França           | 121.60 | 48.68 (11) | 72.92 (12) |
| 13                | Shari Koch / Christian Nüchtern           | Alemanha         | 113.14 | 48.12 (12) | 65.02 (13) |
| 14                | Varvara Ogloblina / Mikhail Zhirnov       | Armênia          | 111.70 | 47.76 (13) | 63.94 (14) |
| 15                | Valeriya Gaystruk / Alexei Oleynik        | Ucrânia          | 105.52 | 42.02 (15) | 63.50 (15) |
| WD                | Lorenza Alessandrini / Pierre Souquet     | França           | —      | — (WD)     |            |
| WD                | Mina Zdravkova / Christopher Martin Davis | Bulgária         | —      | — (WD)     |            |

### Júnior

#### Individual masculino júnior
| Pos.              | Nome               | Nacionalidade    | Pontos | PC         | PL         |
| ----------------- | ------------------ | ---------------- | ------ | ---------- | ---------- |
| Medalha de ouro   | Egor Murashov      | Rússia           | 186.85 | 65.97 (1)  | 120.88 (1) |
| Medalha de prata  | Adam Siao Him Fa   | França           | 160.71 | 49.31 (6)  | 111.40 (2) |
| Medalha de bronze | Gabriel Folkesson  | Suécia           | 156.51 | 50.77 (3)  | 105.74 (4) |
| 4                 | Lukas Britschgi    | Suíça            | 154.14 | 48.27 (10) | 105.87 (3) |
| 5                 | Radek Jakubka      | República Tcheca | 152.35 | 52.38 (2)  | 99.97 (5)  |
| 6                 | Isaak Droysen      | Alemanha         | 148.04 | 49.83 (4)  | 98.21 (6)  |
| 7                 | Aleix Gabara       | Espanha          | 143.16 | 48.81 (8)  | 94.35 (7)  |
| 8                 | Nikolaj Majorov    | Suécia           | 141.98 | 48.76 (9)  | 93.22 (9)  |
| 9                 | Tim Huber          | Suíça            | 141.14 | 47.66 (11) | 93.48 (8)  |
| 10                | Antonin Herreboudt | França           | 141.06 | 48.82 (7)  | 92.24 (10) |
| 11                | Maxence Collet     | França           | 129.99 | 49.45 (5)  | 80.54 (12) |
| 12                | Joshua Rols        | França           | 125.68 | 46.35 (12) | 79.33 (13) |
| 13                | Xavier Vauclin     | França           | 121.93 | 41.31 (13) | 80.62 (11) |
| 14                | Samuel McAllister  | Irlanda          | 111.39 | 40.05 (15) | 71.34 (14) |
| 15                | Nicolas Rüst       | Alemanha         | 104.62 | 40.09 (14) | 64.53 (15) |
| WD                | Marco Bozzuto      | Itália           | —      | — (WD)     |            |

#### Individual feminino júnior
| Pos.              | Nome               | Nacionalidade    | Pontos | PC         | PL         |
| ----------------- | ------------------ | ---------------- | ------ | ---------- | ---------- |
| Medalha de ouro   | Alisa Fedichkina   | Rússia           | 172.30 | 58.50 (1)  | 113.80 (1) |
| Medalha de prata  | Yi Christy Leung   | Hong Kong        | 135.06 | 48.35 (2)  | 86.71 (3)  |
| Medalha de bronze | Julie Froetscher   | França           | 129.28 | 41.97 (8)  | 87.31 (2)  |
| 4                 | Pauline Wanner     | França           | 128.06 | 47.01 (4)  | 81.05 (4)  |
| 5                 | Smilla Szalkai     | Suécia           | 122.26 | 42.91 (7)  | 79.35 (5)  |
| 6                 | Tina Leuengerger   | Suíça            | 120.79 | 44.01 (6)  | 76.78 (6)  |
| 7                 | Dahyun Ko          | República Tcheca | 117.88 | 41.27 (9)  | 76.61 (7)  |
| 8                 | Kristina Isaev     | Alemanha         | 116.09 | 45.66 (5)  | 70.43 (9)  |
| 9                 | Sophia Schaller    | Áustria          | 114.81 | 38.84 (11) | 75.97 (8)  |
| 10                | Heloise Pitot      | França           | 108.43 | 47.19 (3)  | 61.24 (11) |
| 11                | Natálie Kratěnová  | República Tcheca | 103.71 | 39.26 (10) | 64.45 (10) |
| 12                | Jennifer Schmidt   | Alemanha         | 93.03  | 34.41 (13) | 58.62 (13) |
| 13                | Marina Popov       | França           | 88.72  | 28.28 (15) | 60.44 (12) |
| 14                | Romy Schallert     | Áustria          | 80.42  | 34.95 (12) | 45.47 (16) |
| 15                | Emma Carr          | Austrália        | 72.78  | 27.15 (16) | 45.63 (15) |
| 16                | Romy Grognan       | Austrália        | 70.71  | 25.05 (17) | 45.66 (14) |
| 17                | Marianna Torresani | Itália           | 64.43  | 29.46 (14) | 34.97 (18) |
| 18                | Ciara Hoey         | Irlanda          | 60.70  | 22.90 (18) | 37.80 (17) |

## Quadro de medalhas
Sênior
| Ordem | País             | Medalha de ouro | Medalha de prata | Medalha de bronze |    | Ordem por total |
| ----- | ---------------- | --------------- | ---------------- | ----------------- | -- | --------------- |
| 1     | França           | 3               |                  | 1                 | 4  | 1               |
| 2     | República Tcheca | 1               |                  |                   | 1  | 3               |
| 3     | Rússia           |                 | 1                | 1                 | 2  | 2               |
| 4     | Alemanha         |                 | 1                |                   | 1  | 3               |
| 4     | Áustria          |                 | 1                |                   | 1  | 3               |
| 4     | Bélgica          |                 | 1                |                   | 1  | 3               |
| 7     | Itália           |                 |                  | 1                 | 1  | 3               |
| 7     | Ucrânia          |                 |                  | 1                 | 1  | 3               |
| TOTAL | TOTAL            | 4               | 4                | 4                 | 12 | —               |

Geral
| Ordem | País             | Medalha de ouro | Medalha de prata | Medalha de bronze |    | Ordem por total |
| ----- | ---------------- | --------------- | ---------------- | ----------------- | -- | --------------- |
| 1     | França           | 3               | 1                | 2                 | 6  | 1               |
| 2     | Rússia           | 2               | 1                | 1                 | 4  | 2               |
| 3     | República Tcheca | 1               |                  |                   | 1  | 3               |
| 4     | Alemanha         |                 | 1                |                   | 1  | 3               |
| 4     | Áustria          |                 | 1                |                   | 1  | 3               |
| 4     | Bélgica          |                 | 1                |                   | 1  | 3               |
| 4     | Hong Kong        |                 | 1                |                   | 1  | 3               |
| 8     | Itália           |                 |                  | 1                 | 1  | 3               |
| 8     | Suécia           |                 |                  | 1                 | 1  | 3               |
| 8     | Ucrânia          |                 |                  | 1                 | 1  | 3               |
| TOTAL | TOTAL            | 6               | 6                | 6                 | 18 | —               |